# 尼尔基镇
尼尔基镇（达斡尔语：《达汉对照词典》记音符号），是中华人民共和国内蒙古自治区呼伦贝尔市莫力达瓦达斡尔族自治旗下辖的一个乡镇级行政单位。
后宜卧奇村（伊必奇）清代称伊倭齐（达斡尔语：《达汉对照词典》记音符号，意为凌角、江叉长菱角），是布特哈总管的驻地。

## 行政区划
尼尔基镇下辖以下地区：
敖拉社区、布西社区、伊兰社区、纳文慕仁社区、雅克萨社区、乌尔阔社区、尼尔基村、龙兴村、博荣村、西拉金村、东升村、前巨仁村、乌尔科村、丰华村、永合发村、向阳村、宜卧奇村、后兴农村、前兴农村、西博荣村、小莫丁村、红星村、哈力浅村、博克图村、毕台村、兴隆泉村、双龙泉村、七家子村、绘图莫丁村、万宝山村、北坤浅村和莫旗巴特罕工业园区。